# Peter Wrolich
Peter Wrolich (Viena, 3 de maig de 1974) és un ciclista austríac, ja retirat, que fou professional del 1999 al 2010. De la seva carrera destaca la victòria a la Herald Sun Tour del 2001 i la Volta a Colònia del 2002.
Va participar en els Jocs Olímpics d'Atlanta i als de Sydney.

## Palmarès
- 1997
  - Vencedor d'una etapa del Tour de Rabenstein
- 1998
  - Vencedor de 3 etapes de la Volta a Guatemala
- 1999
  - Vencedor d'una etapa del Tour de l'Avenir
- 2001
  - 1r a la Herald Sun Tour
- 2002
  - 1r a la Volta a Colònia
  - Vencedor d'una etapa de la Volta a Saxònia
- 2004
  - 1r a la Rund um die Hainleite
- 2005
  - Vencedor d'una etapa de la Volta a Geòrgia

### Resultats al Tour de França
- 2004. 113è de la Classificació general
- 2005. 146è de la Classificació general
- 2006. 135è de la Classificació general
- 2007. 133è de la Classificació general
- 2009. No surt (13a etapa)